# Wild Awake
Wild Awake (Wortspiel mit „wide awake“, deutsch hellwach) ist ein Jazzalbum von Darren Johnston. Die um 2022 entstandenen Aufnahmen erschienen 2023 auf dem von Matt Moran und Peter Hess gegründeten Label Diskonife Records.

## Hintergrund
Nach Ende des Lockdowns infolge der COVID-19-Pandemie ging Darren Johnston ins Studio und absolvierte innerhalb von fünf Wochen drei verschiedene Aufnahmesitzungen; Wild Awake war die letzte Aufnahme dieser produktiven Phase, die eine Quartettaufnahme in Chicago mit Geof Bradfield und Clark Sommers und Dana Hall (Life in Time, auf Origin Records) und eine Trioaufnahme in Brooklyn (Breathing Room, mit Carmen Staaf und Michael Formanek, auf Minus Zero) umfasste.
Für Wild Awake erweiterte er ein Trio, das eine seiner ersten New Yorker Bands als Bandleader gewesen war, mit Jacob Sacks am Piano und Sean Conly am Bass, um zwei Freunde aus seiner Zeit in der San Francisco Bay Area Ende der 1990er Jahre, den Saxophonisten Dayna Stephens und den Schlagzeuger Ches Smith.

## Titelliste

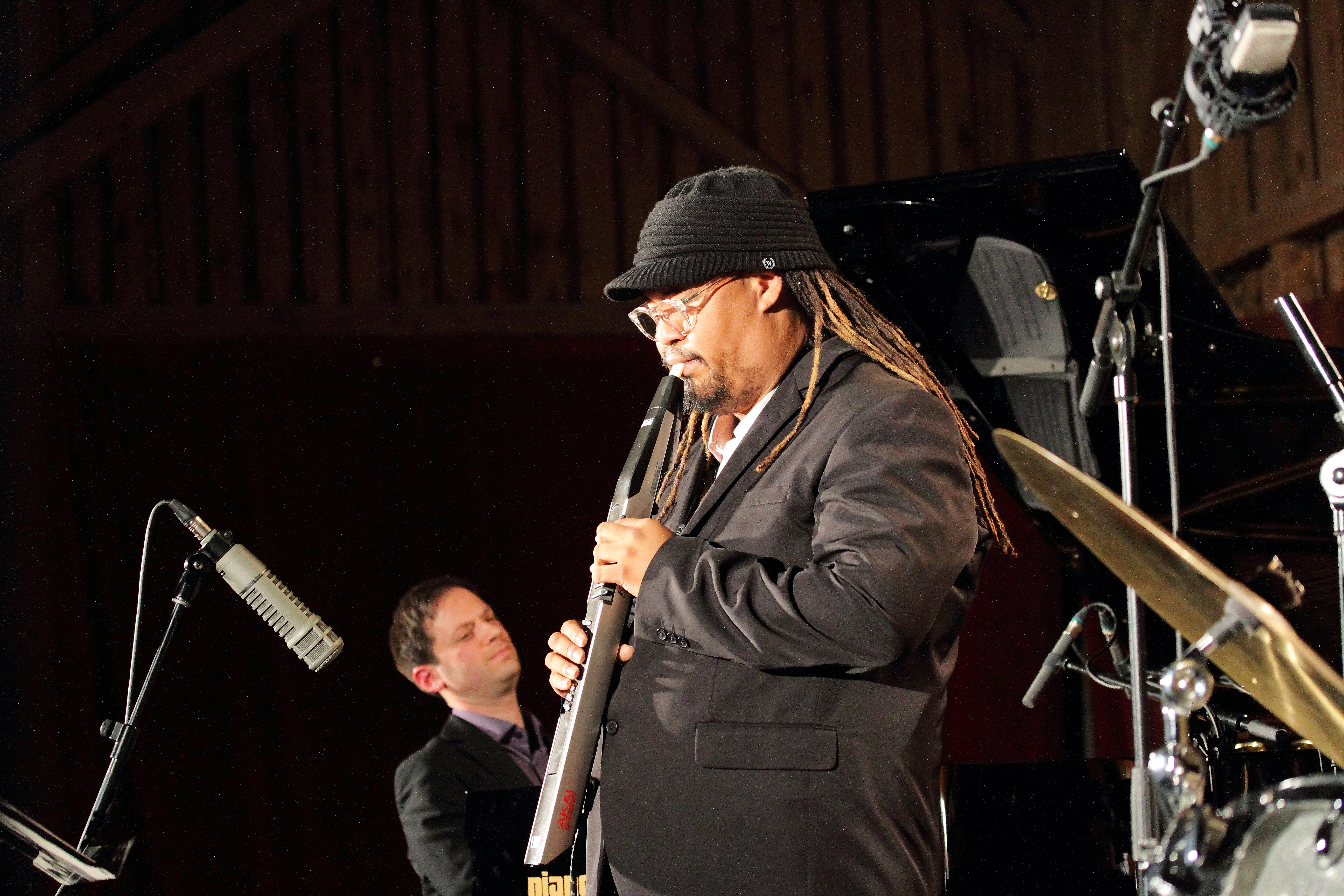
Dayna Stephens mit Adam Birnbaum im Al Foster Quartet beim INNtöne Jazzfestival 2016.

- Darren Johnston: Wild Awake (Diskonife Records)

1. The Anchorite’s Travel Guide 6:25
2. Joe Hill’s Last and Final Will 5:49
3. War Poets 7:32
4. Wild Awake 6:58
5. Mood Board 8:00
6. Trash-basket Flowers 8:02
7. John’s Song 9:08

Die Kompositionen stammen von Darren Johnston.

## Rezeption
Die Tempi würden die Melodien auf ihre Schultern heben und sie auf dem neuesten Stand von Darren Johnstons Werk mittragen, schrieb Dave Sumner in Bandcamp. Manchmal hüpften sie fröhlich mitten auf der Straße entlang, und manchmal sei ihr Rhythmus weitaus beharrlicher. Der Trompeter erzeuge hier einen geradlinigen Klang, bewege sich aber stets aus allen möglichen Winkeln mühelos in die Mitte – eine personalisierte Variante des Inside-Out[side]-Ansatzes der alten Schule. Dies sei ein Album, so das Resümee, das wahrscheinlich sowohl Old-School- als auch Fans des Modern Jazz ansprechen dürfte.